# Мастер (фильм, 1976)
«Мастер» (латыш. «Meistars») — телевизионный художественный фильм режиссёра Яниса Стрейча, снятый на Рижской киностудии в 1976 году.

## Сюжет
Артур Скруве после службы в армии вернулся на завод, где работал раньше. Дисциплинированного и трудолюбивого юношу тепло встретили на старом месте работы и назначили мастером на сборочном участке.
Вскоре Артур понимает, что начальник цеха закрывает глаза на мелкие нарушения, но требует беспрекословной сверхурочной работы для выпуска сверхплановой продукции. Такое положение выгодно небольшой группе рабочих, называющих себя «активом», но мешает нормальной жизни бригады.
Артур с помощью товарищей идёт на серьёзный конфликт с начальством. Он добивается усиления трудовой дисциплины и отказывается от двойной морали. По его мнению, не должно быть размытого планового задания. Молодой мастер требует качественной работы в отведённое для этого время и ведёт борьбу с порочной практикой авральной работы вне графика.

## В ролях
- Петерис Гаудиньш — Артур Скруве
- Катрина Пастернак — Валентина
- Вия Артмане — Айна Петровна
- Любовь Соколова — тётя Дуся
- Лидия Фреймане — мать Валентины
- Паул Буткевич — Вацлав
- Улдис Пуцитис — Роберт
- Дзидра Ритенберга — клиентка тёти Лиды
- Болеслав Ружс — Антон
- Мара Звайгзне — Бирута
- Эвалдс Валтерс — старый Ранцан
- Милена Тонтегоде — Ольга
- Волдемар Лобиньш — Имант
- Эдуард Павулс — художник
- Николай Губанов — Костя

В эпизодах:
Э. Эрмале, Г. Мацулевич, Л. Голубева, Х. Круминьш, А. Михайлов, О. Дреге, Б. Пизичс, М. Линде, В. Старжинская, А. Богданович, Х. Калниньш, З. Гаумига, М. Фелдмане, Р. Валескалне, Х. Зоммерс, М. Бунга

## Съёмочная группа
- Автор сценария: Владимир Зима, Янис Стрейч
- Режиссёр-постановщик: Янис Стрейч
- Оператор-постановщик: Харий Кукелс
- Композитор: Георгий Мовсесян
- Художник-постановщик: Виктор Шильдкнехт
- Звукооператор: Гвидо Каупе
- Режиссёр: Болеслав Ружс
- Оператор: Э. Аугуст
- Художник по костюмам: Д. Мелнаре
- Художник-гримёр: Р. Пранде
- Монтажёр: М. Сурдеко
- Редактор: И. Черевичник
- Текст песен: Михаил Танич, Роберт Рождественский
- Директор: Аугустс Петерсонс